# Vedran Jerković (Fußballspieler, 1991)
Vedran Jerković (* 13. Oktober 1991 in Bugojno, SR Bosnien und Herzegowina, SFR Jugoslawien) ist ein kroatischer Fußballspieler. Nach einigen Jahren in seinem Heimatland, wo er in Spielen bis zur höchsten Liga eingesetzt wurde, wechselte er 2015 in hessische Amateurvereine. Seit 2024 spielt er in der fünftklassigen Fußball-Hessenliga beim FSV Wolfhagen.

## Leben
Vedran Jerković wurde am 13. Oktober 1991 in Bugojno im heutigen Bosnien und Herzegowina geboren. Als er nur wenige Wochen alt war flüchteten seine Eltern während der Jugoslawienkriege nach Deutschland und er lebte mit ihnen die nächsten sechs Jahre in Altenkirchen im Rheinland. Danach zogen sie zurück in den mittlerweile bestehenden Staat Kroatien. 2015 wechselte Jerković wegen der besseren beruflichen Perspektiven, er bekam eine Stelle als Logistiker, zu Borussia Fulda nach Osthessen. Aufgrund seiner frühen Kindheit beherrschte er schon 2015 die deutsche Sprache sehr gut. Seine Eltern und sein jüngerer Bruder zogen ebenfalls nach Deutschland in die Stadt Hanau bei Frankfurt am Main. 2017 heiratete er in Kroatien.

## Karriere
In der Saisons 2008/09 bis 2010/11 spielte er bei seinem Jugendverein NK Croatia Sesvete, wo er in drei Spielen der 1. Mannschaft in der kroatischen 1. Liga eingesetzt wurde. Innerhalb derselben Klasse wechselte er dann zum NK Istra 1961, wo er in zwei Spielzeiten auf 25 Einsätze. Nach einer kurzen Zwischenstation beim NK Zagreb, wo er zu zwei Einsätzen in der 2, kroatischen Liga kam, wechselte er für zwei Spielzeiten zum ebenfalls zweitklassigen HNK Gorica. Dort erzielte er in 30 Spielen sieben Tore. Er spielte in den kroatischen Ligen unter anderem gegen Luka Modrić, Mario Mandžukić oder Mateo Kovačić.
Zum Ende der Saison 2015 folgte sein Wechsel nach Deutschland zu Borussia Fulda in die fünftklassige Hessenliga. Nach eigenen Angaben hatte Jerković Angebote aus seinem Heimatland sowie aus der Ukraine und Singapur. Aufgrund der schlechten Bezahlung damaliger Profi-Fußballer in Kroatien und da nicht nach Singapur wechseln wollte, entschied er sich für einen deutschen Amateurverein, der ihm zusätzlich einen Arbeitsplatz anbot. Verletzungsbedingt kam er in seinem ersten halben Jahr bei Borussia nur zu wenigen Kurzeinsätzen. Danach wurde der Innenverteidiger schnell zum Stammspieler. Im Oktober 2017 zog er sich eine Kapselverletzung im Sprunggelenk zu. Nach Aussagen von Borussias Sportdirektor war er unzufrieden mit seinen Einsatzzeiten. Ende des Jahres 2017, mitten in der Saison verließ er den Verein. Nach seiner eigenen Aussage, gab es dafür keinen sportlichen Gründe, auch Trainer Henry Lesser habe sich für ihn eingesetzt. Ausschlaggebend sei es gewesen, dass ihm die im Paket mit dem Vertrag gegebene Arbeitsstelle und Wohnung gekündigt wurde. Kurz vor Weihnachten 2018 verließ er Deutschland, um sich von Kroatien aus einen neuen Verein zu suchen. 2018 bis 2024 spielte er in unterhalb der Hessenliga in der Fußball-Verbandsliga Hessen und der Gruppenliga beim 1. FC Schwalmstadt. Dort galt er zum Schluss als Kopf der Mannschaft und trug die Kapitänsbinde. Zu Saisonbeginn 2024 wechselte er wieder in die Hessenliga zum Aufsteiger FSV Wolfhagen. Von Seiten seines neuen Vereins hieß es, „dass seine Erfahrung, Spielintelligenz und Robustheit eine absolute Bereicherung unseres Kaders darstellt“.